# Garten der Sinne (Merzig)
Der Garten der Sinne im saarländischen Merzig gehört zu den „Gärten ohne Grenzen“, die allesamt in der Großregion (Saar-Lor-Lux) zu finden sind.

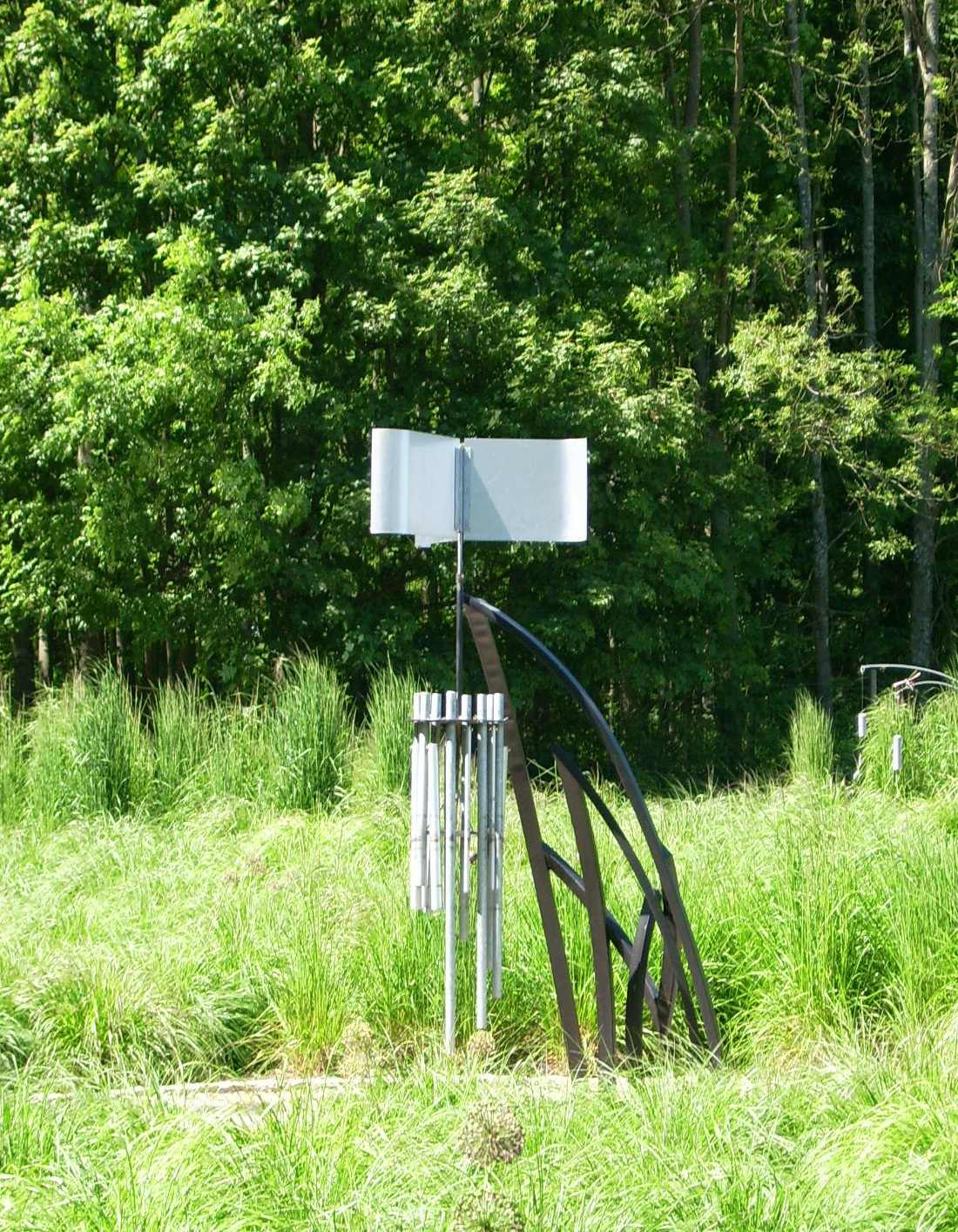
Klang-Mühle im Klanggartenzimmer

Geöffnet ist der Garten der Sinne vom 1. April bis zum 31. Oktober des Jahres.

## Attraktionen
Über den zur Zeit 3,2 ha großen Garten verteilt sind in voneinander mit Hainbuchenhecken abgegrenzte Gartenzimmer nicht nur einheimische und seltene Blumen und Pflanzen zu finden, sondern auch Installationen, die bei den Besuchern einen Rausch der Sinne auslösen sollen:
- Duftgarten
- Tastgarten
- Klanggarten
- Wassergarten
- Meditationsgarten
- Blutbuchen-Labyrinth
- verschiedene Farbzimmer
- Barfuß-Pfad
- Blühwiese
- kreative grüne Lernwelt

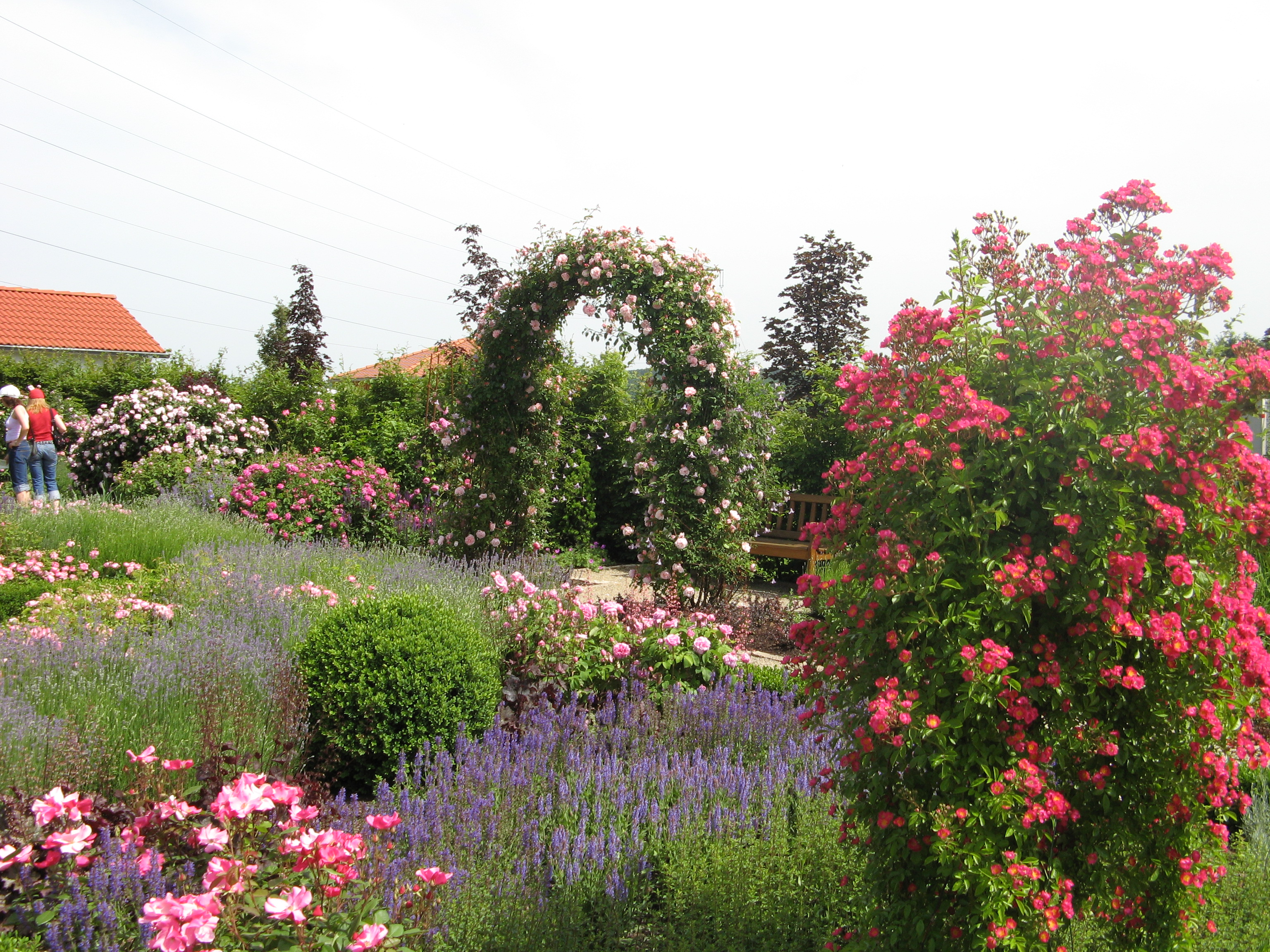
Rosenzimmer

Mitten im Garten befindet sich die Arena, ein kleines Amphitheater, das oftmals auch für Open-Air-Gottesdienste und ähnliche Veranstaltungen genutzt wird.
Im Empfangsgebäude des Gartens gibt es ein kleines Café/Bistro mit Terrassenbereich.
Im Ausgangsbereich des Gebäudes gibt es außerdem einen Laden, in dem gärtnerische Utensilien, Mitbringsel und auch Pflanzen erworben können oder in Fachlektüre gestöbert werden kann.
Neben dem Terrassenbereich des Empfangsgebäudes ist auch ein Kinderspielplatz mit Sandkasten, Klettergerüst, Schaukelnest und einem kleinen Wasserlauf mit Pumpe vorhanden.

## Standort
Der Garten der Sinne ist auf dem Merziger Kreuzberg angesiedelt und über die B 51 und dann über die am Merziger Wolfspark vorbeiführende „Werner-Freund-Straße“ zu erreichen.

## Geschichte
Der Garten und der ursprüngliche Eingangspavillon wurden im Jahre 2002 eröffnet und dann immer wieder erweitert und mit einem festen Empfangsgebäude versehen.

## Veranstaltungen
Im Garten der Sinne finden unter anderem folgende regelmäßige Veranstaltungen statt:
- Maileuchten – Garten im Licht (Mai)
- Rosentage (Juni)
- Herbstleuchten – Garten im Licht (September)